# انبعاث ماري من الموت

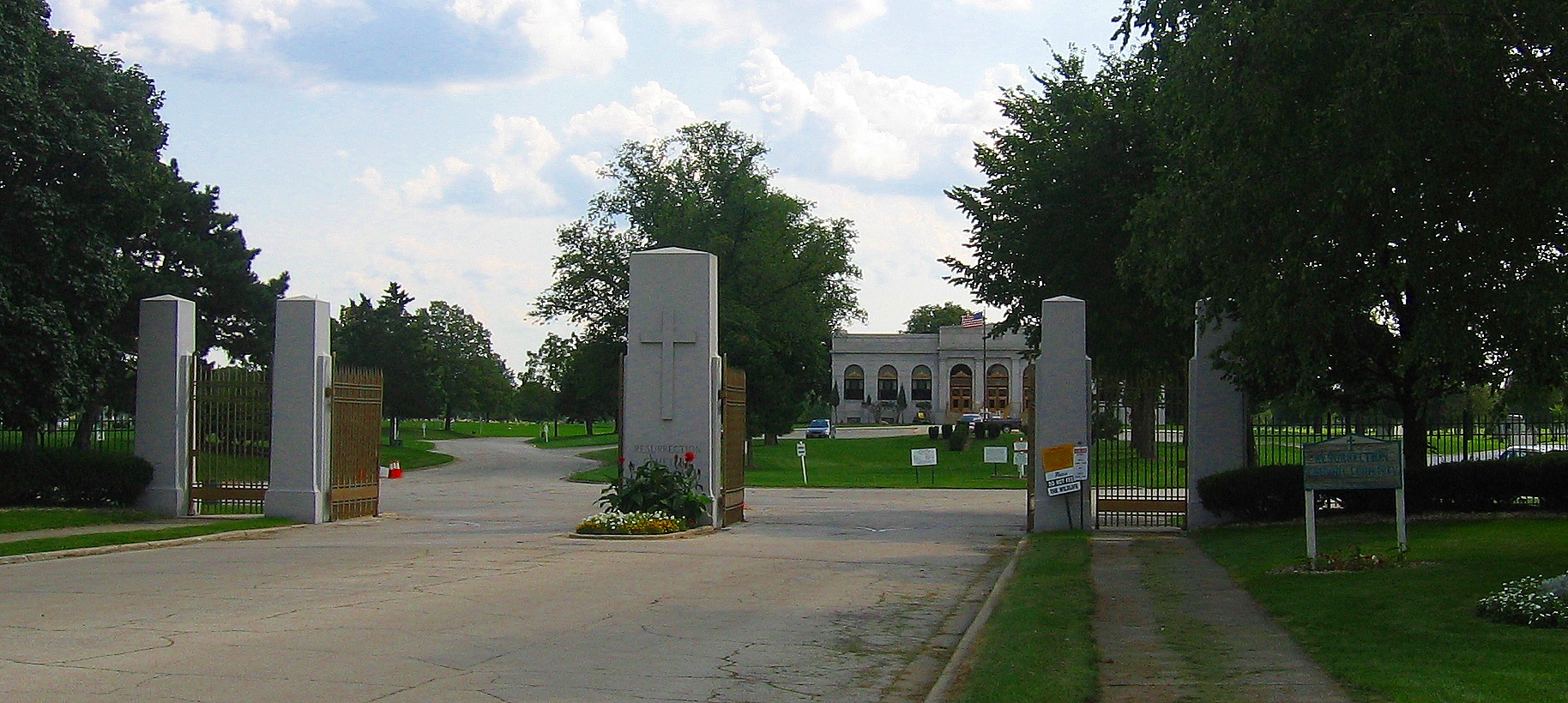
البوابة الرئيسية لمقبرة القيامة على جادة آرتشر في جاستيس بإلينوي.

تعتبر انبعاث ماري من الموت أو Resurrection Mary قصة أشباح مشهورة بمنطقة شيكاغو وهي قصة تشبه قصص اختفاء المسافرين. تتمركز تلك الأسطورة المحلية خارج مقبرة القيامة والتي تقع في قرية جاستيس التابعة لولاية إلينوي على بُعد بضعة أميال جنوب غرب شيكاغو. تعد شبح هذه الأسطورة «ماري» من أكثر الأشباح شهرة في شيكاغو.
فمنذ الثلاثينيات، أبلغ العديد من الرجال ممن كانوا يقودون باتجاه الشمال الشرقي على امتداد جادة آرتشر بين صالة ويلوبروك ومقبرة القيامة عن اصطحابهم لمسافرة شابة. كانت تلك الفتاة الشابة ترتدي ملابس رسمية نوعًا ما مثل فستانٍ أبيض ويقال إنها ذات شعر أشقر فاتح اللون وعيون زرقاء. وفي أقوال وردت في تقارير أخرى، قيل إنها كانت ترتدي شالًا خفيفًا وحذاء رقص وتحمل حقيبة نسائية صغيرة وعلى الأغلب كونها هادئة جدًا. وحين يقترب السائق من مقبرة القيامة تطلب الفتاة الشابة منه أن يتركها تذهب وعندئذ تختفي في المقبرة. وفقًا لصحيفة شيكاغو تريبيون، فقد جمع «ريتشارد كرو» وهو صائد أشباح بدوامٍ كامل ثلاثة دزينات من التقارير الموثقة عن ماري من الثلاثينيات وحتى وقتنا هذا.

## الأسطورة
يُروى أن ماري قد أمضت الأمسية وهي ترقص مع حبيبها بقاعة «أو هنري» ولكنهما تجادلا في وقتٍ ما وهرعت ماري غاضبة خارج القاعة. وعلى الرغم من كونها ليلة شتاء بارد ألا أن ماري فضلت مواجهة صعوبة السير إلى منزلها في هذا البرد القارص على أن تمضي دقيقة أخرى مع حبيبها.
غادرت ماري قاعة الرقص وبدأت في السير في جادة آرتشر ولم تكن قد ابتعدت كثيرًا قبل أن يصدمها سائق ويفرّ هاربًا تاركًا ماري وحيدة لتلقى حتفها. وجداها والداها وشعرا بالأسى الشديد عند رؤية جسد ابنتهما هامدًا بلا روح وقررا دفنها في مقبرة القيامة وهي ترتدي فستان رقص جميل أبيض اللون وحذاء رقص ليتماشى معه. حتى الآن، لم يتم العثور على السائق الذي تسبب في مقتل ماري ولاذ بالفرار.

## مشاهدات موثقة
ذكر أحد قاطني جنوب شيكاغو ويُدعى جيري بالوس أنه التقى بشخص في عام 1939 والذي آمن بأنه شبح ماري في قاعة ليبرتي جرووف آند هول والتي تقع بين شارع 47 وشارع موزرات وليس في قاعة ويلوبروك/أو هنري. وقال جيري أنهما رقصا سويًا وتبادلا القبل ثم طلبت منه ماري أن يوصلها إلى منزلها على امتداد جادة آرتشر حتى ترجلت من السيارة لتختفي أمام مقبرة القيامة.

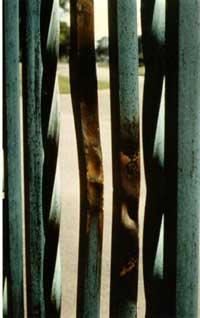
الجزء المحروق في قضبان البوابة الأمامية.

قيل أن شبح ماري ظهر في عام 1973 داخل ملهى هارلو الليلي والذي يقع في جادة سيسيرو على الجانب الجنوبي الغربي لشيكاغو. وفي العام ذاته، دخل سائق أجرة صالة تشاتس ميلودي والتي تقع في الشارع المقابل لمقبرة القيامة ليسأل عن فتاة شابة غادرت دون أن تدفع أجرة السيارة.
وقيل أن هناك آخرين ممن رأوا ماري في سنوات عدة كسنة 1976 و1978 و1980 و1989 والتي تضمنت حدوث حوادث سيارات أو كادت تتضمن حودثها إذ تظهر ماري خارج مقبرة القيامة ولكنها مع ذلك تختفي بمجرد ترجل السائق من السيارة.
كما ورد أنها أحرقت بصمات يديها في السياج الحديدي الذي يحوط بالمقبرة في أغسطس 1976 وإن صرح المسؤولين بالمقبرة أن شاحنة قد تسببت في هذا الضرر الذي لحق بالسياج وأنه لا يوجد دليل على وجود شبح.
وفي مقالة نشرها كاتب المقالات بيل جيست في 31 يناير 1979 في صحيفة سوبيربين تريب جاء بها قصة مفصلة عن سائق سيارة أجرة يُدعى رالف والذي أقلّ فتاة شابة بالقرب من مركز تسوق صغير يقع في جادة آرتشر. وصفها رالف قائلًا أنها كانت جميلة وشقراء وكانت صغيرة في السن بما يكفي لتكون ابنته وقد تكون ذات 21 عامًا على حدٍ أقصى.
وصف جيست رالف قائلًا إنه لم يكن أحمقًا أو مختل فهو على حد كلمات رالف عن نفسه فهو رجل ذو 52 عامًا ويعمل حتى الآن وهو أب ومحارب سابقًا ومدرب كرة القاعدة لدوري اللأطفال ويرتاد الكنيسة إذًا فهو تقليدي للغاية. وشرع جيست في الحديث قائلًا أن التفسير لهذه الحادثة ببساطة هو أن رالف قد التقى شبح شيكاغو المشهور، ماري.

## هوية ماري
حاول بعض الباحثين الربط بين شبح ماري وبين العديد من حالات الدفن الأخرى بمقبرة القيامة وانصبت كل تلك الجهود التي تركزت بالأخص ناحية ماري بريجوفي والتي توفت في عام 1934 بالرغم من كون موتها جاء إثر حادث سيارة في وسط المدينة في شيكاغو. وفي عام 1999، قامت الكاتبة أورسولا بيلسكي بتوثيق وجود احتمالية صلة بين آنا «ماريا» نوركوس والتي توفت في عام 1927 إثر حادث سيارة وهي في طريق العودة إلى منزلها من قاعة «أو هنري» وهذه النظرية اكتسبت رواجًا وشعبية في السنوات الأخيرة.

## المسافرة المختفية
تعد قصة انبعاث ماري من الموت من أنواع القصص التي تُروى عن اختفاء المسافرين وهي نوع من الثقافة الشعبية المتعارف عليها في الكثير من الثقافات. في ألبومه زا أرتفول دودجر الذي طُرح عام 1996، مغني ومؤلف أغاني، إيان هانتر، أدرج أغنية «انبعاث ماري من الموت» أو "Resurrection Mary" في الألبوم والتي تتحدث عن سائق في أو بالقرب من شيكاغو والذي يقلّ فتاة شابة جميلة ذات «وهج ساطع» فتقول له الفتاة أنها تحاول الوصول إلى السماء وعما إذا كان بإمكانه إخبارها أين تقع.

## قراءات أخرى
- Taylor, Troy. Haunted Illinois: Ghosts and Strange Phenomena of the Prairie State. Mechanicsburg, PA: Stackpole Books, 2008.
- Holub, Joan. The Haunted States of America...: Haunted Houses and Spooky Places in All 50 States...and Canada, too!. New York, NY: Scholastic Books, 2001.